# Zarzecze (powiat bełchatowski)
Zarzecze – wieś w Polsce położona w województwie łódzkim, w powiecie bełchatowskim, w gminie Kluki.
W latach 1975–1998 miejscowość należała administracyjnie do województwa piotrkowskiego.

## Zabytki
Według rejestru zabytków Narodowego Instytutu Dziedzictwa na listę zabytków wpisane są obiekty:
- zespół dworski, poł. XIX w., nr rej.: 370 z 3.07.1986 i z 15.09.1993:
  - dwór
  - park z aleją dojazdową